# جيرارت هوفت
جيرارت هوفت أو جيرارت توفت (بالهولندية: Gerardus ’t Hooft) عالم في الفيزياء هولندي حصل على جائزة نوبل للفيزياء عام 1999 في الفيزياء بالاشتراك مع عالم الفيزياء الأمريكي مارتينوس فيلتمان. وقد جاء في تقدير لجنة جائزة نوبل لقيامهما «بتوضيح التركيب الكمومي للتآثر الضعيف». وقد سمي أحد النيازك باسمه 9491 توفت تكريما له .

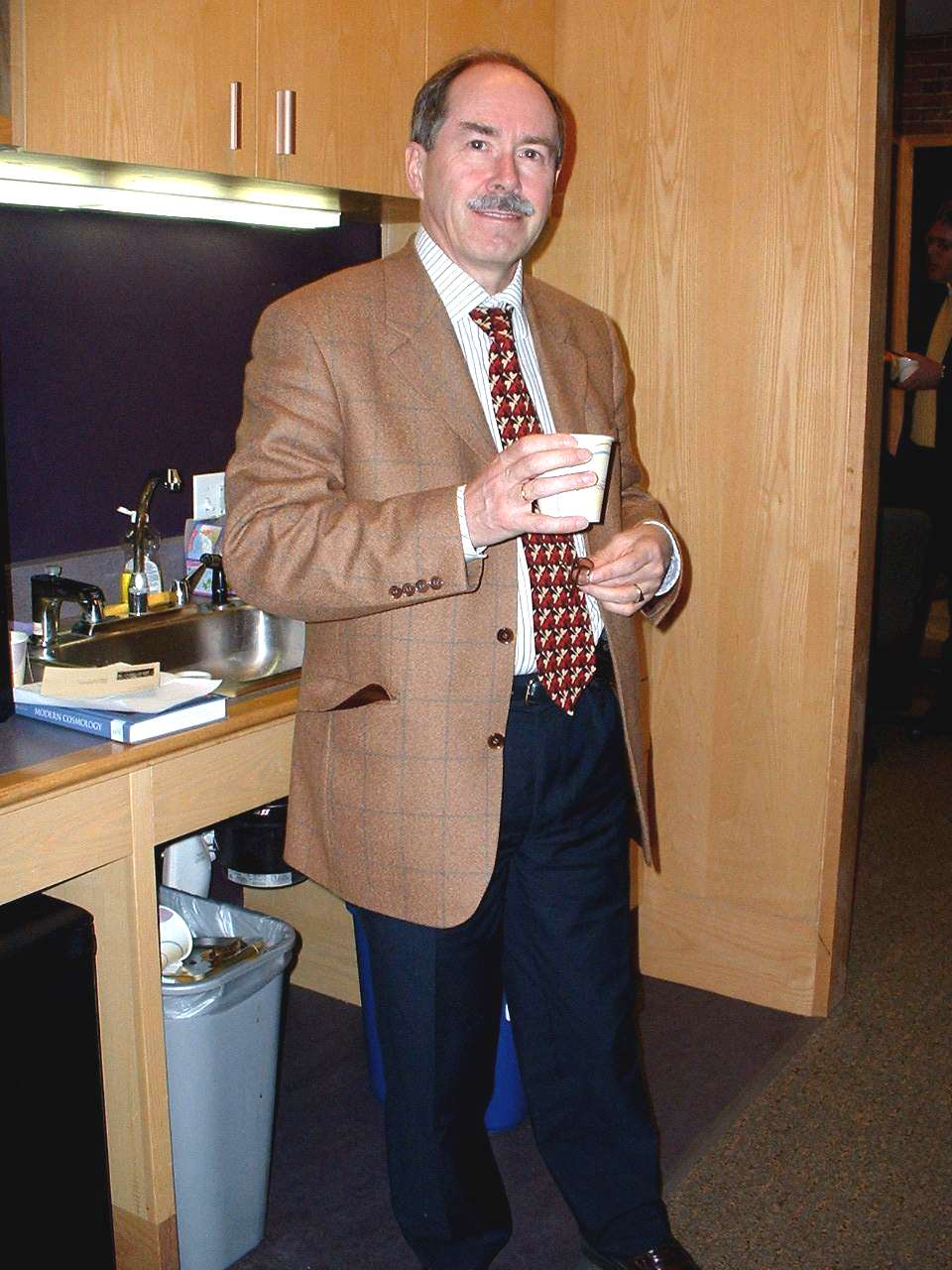
جيرارد هوفت في جامعة هارفارد

ولد جيرارت هوفت في 5 يوليو 1946 في مدينة دين هيلدر بهولندا.

## روابط خارجية
- جيرارت هوفت على موقع الموسوعة البريطانية (الإنجليزية)
- جيرارت هوفت على موقع مونزينجر (الألمانية)
- جيرارت هوفت على موقع إن إن دي بي (الإنجليزية)